# El cuerpazo del delito
El cuerpazo del delito es una película de comedia y drama mexicana de 1970, escrita por Raúl Zenteno y dirigida por René Cardona Jr., Rafael Baledón y Sergio Véjar. Esta película contiene tres episodios con la participación especial de numerosos actores y actrices conocidos y de reparto, quienes fueron parte de la Época de Oro del cine mexicano.

## Sinopsis

### Primer episodio: "La Insaciable"
- Dirección: René Cardona Jr.
- Guion: Raúl Zenteno con diálogos de Mauricio Kleiff.

El muy conservador Indalecio y Enriqueta, su amargada y embarazada esposa, recién acaban de mudarse a un departamento junto con los ocho pequeños hijos de ambos hasta que, un buen día, él descubre desde la ventana de su baño que Magda, la bella vecina del frente, aprovecha las ausencias de su marido para recibir en su casa a muchos hombres a quienes los hace desnudarse, por lo que ahora Indalecio se la pasa espiándola día y noche creyéndola que es una ninfómana, y él trata por todos los medios de entablar conversación con ella para así tener una aventura extramarital hasta que, cuando finalmente está en casa de Magda, Indalecio aprovecha la ocasión para también quitarse la ropa pero, sin quererlo y por culpa de un malentendido, él terminará sufriendo la mayor vergüenza de su vida.

### Segundo episodio: "La Rebelde"
- Dirección: Rafael Baledón.
- Guion: Raúl Zenteno con adaptación de Adolfo Torres Portillo y Rafael Baledón.

Angélica (Angélica María) es una joven que aún no ha podido tener novio porque su excéntrico padre, el viudo millonario P.G. (José Gálvez), quiere casarla con un millonario texano e inventa toda clase de bromas pesadas para ahuyentar a sus posibles pretendientes hasta que, una noche, ella es secuestrada por una inexperta banda liderada por "El Dandy" (Mauricio Garcés). El padre cree que el rapto es una broma de su hija y sus amigos hasta que, cuando ella le cuenta al Dandy la infeliz vida que tiene con su padre, le montan una trampa a P.G. para que él cancele un millón de pesos de rescate y este, a su vez, llena el bolso con el dinero y una bomba de tiempo.
Luego de haber pagado el rescate padre e hija circulan por la carretera de regreso a casa cuando se les acerca el auto de la banda de secuestradores y, ahora, el Dandy le declara su amor a Angélica, a lo que la joven termina yéndose con ellos mientras que, justo antes de agarrar una desviación, "El Dedos" (otro de los miembros de la banda interpretado por Oscar Chavez), termina lanzándole el maletín al auto en marcha de P.G. y, poco después, escuchamos una explosión mientras que la pareja de novios termina pensando que la misma es otra más de las tantas bromas del padre de Angélica.

### Tercer episodio: " La Seductora"
- Dirección: Sergio Véjar.
- Guion: Raúl Zenteno con adaptación de Sergio Magaña y Sergio Véjar.

María de Jesús, conocida como "Chuchette", es una sexy estafadora quien es amante del tosco Tarzán hasta que, cuando ella va a hacer la compra en un supermercado, conoce a Enrique, el tímido y atolondrado gerente del local y descubre que el tío de éste es hombre muy rico por lo que para poder robarle su dinero, además de seducir al joven, lo convence de apostar las ganancias del mismo en juegos de envite y azar hasta que ella consigue reunir una cantidad suficiente para huir del país en avión, en donde conoce a un millonario brasileño, para seguir con su modus vivendi.

## Elenco

### Primer episodio: " La Insaciable"
- Silvia Pinal ... Magda Bustamante / Enriqueta Prado
- Enrique Rambal ... Indalecio Prado
- Tito Junco ... Esposo de Magda Bustamante
- Leopoldo "Polo" Ortín ... Encuestador del Censo
- Alejandro Suárez ... Carnicero
- Carolina Barret ... Carola
- Carlos Cardán ... Hombre en cafetería
- José Loza ... Sacerdote
- Luis Aragón ... Lic. Alvarado (Actuación especial)
- Eduardo Alcaraz... Dr. Jiménez
- Emma Arvizu

### Segundo episodio: "La Rebelde"
- Mauricio Garcés ... "Dandy"
- Angélica María ... Angélica
- José Gálvez ... P.G.
- Óscar Chávez ... "Dedos"
- Roberto Gómez Bolaños "Chespirito" ... "Goliat"
- Ramón Valdés ... "Gordo"

### Tercer episodio: " La Seductora"
- Elsa Aguirre ... "Chuchette"
- Fernando Luján ... Enrique
- Roberto Cañedo ... Tío de Enrique
- Gregorio Casal ... Tarzán
- Alejandra Meyer ... Lila
- Carlos Nieto